# Podsága község
Podsága (románul: Poșaga, németül: Puschendorf) község Romániában, Erdélyben, Fehér megyében.

## Fekvése, közigazgatása
Az Aranyos mellett, Torockói-havasok lábánál, Torockótól délnyugatra fekvő község. Községközpontja Alsópodsága, beosztott falvai Aranyoslonka, Corțești, Felsőpodsága, Jencsest, Orest és Szegázs.